# Savoia-Marchetti S.62
El Savoia-Marchetti S.62 va ser un hidroavió italià militar. Disposava d'un fuselatge en forma de canoa, disposició alar biplana i un sol motor propulsor. Va ser utilitzat per la Regia Aeronautica i altres forces aèries com aparell d'observació i bombardeig. Fou conegut amb diverses denominacions (SIAI S.62,  SIAI-Marchetti S.62 o Savoia-Marchetti SM.62) degut als canvis de l'empresa constructora del moment, ja que s'originà la Societá Idrovolanti Alta Italia després de la compra de la Societá Anonima Costruzioni Aeronautiche Savoia l'any 1915, així mateix el 1922 s'afegí a la denominació el nom de l'enginyer en cap que dissenyà l'aparell: Alessandro Marchetti. Fou utilitzat per ambdós bàndols a la Guerra civil espanyola.

## Història
Dissenyat per l'enginyer Alessandro Marchetti, com a desenvolupament del reeixit hidroavió S.59 de passatgers, va fer el primer envol el 1925 seguint el seu desenvolupament continu durant tot el període de producció. Inicialment es volia armar amb un canó automàtic de calibre 20 mm, però es va optar per un armament més convencional de metralladores i bombes.
Era un avió biplà amb estructura de fusta i la superfície de les ales i plans de control recoberts de tela. Per sota de l'ala inferior incorporava els dos estabilitzadors marítims. El motor, que en un bon principi era un Isotta-Fraschini “Asso” 500 RI, de 500 CV estava situat en el mig entre les dues ales, i feia anar una hèlix impulsora de fusta i pas fix, el que l'hi conferia una velocitat màxima prop de 200 km/h

### Fets Històrics
Durant l'any 1926 va aconseguir diversos rècords al participar en curses aèries com les de Nova York a Buenos Aires (Argentina) i la Nord Europea de 10.000 km. Cal mencionar també els rècords de velocitat sobre 500 km a una mitjana primer de 190,537 km/h, i després de 194,237 Km/h. També es va conquerir els rècords de vol amb càrrega de 500 kg durant 500 km i els de 1.000 kg en recorreguts de 100 i 500 km.

## Dades tècniques
- Llargada : 11 metres
- Amplada : 15,50 metres
- Alçaria : 4 metres
- Pes en vuit : 2.100 kilograms, Pes a l'envol : 3.300 kilograms
- Velocitat màxima : 200 km/h
- Sostre : 5.000 metres, Autonomia : 1.200 kilòmetres (en vuit)
- Tripulació : 4 persones : 1 pilot, 1 navegant-observador i 2 artillers
- Armament : 4 metralladores de 7,69 mm repartides 2 davant i 2 darrere sobre arcs artillers descoberts, i fins a 600 kg de bombes.[4]

## Teatre d'Operacions

### Espanya
Adquirits els primers exemplars, junt amb al llicència de construcció, pel govern de la República en 1929, es van fabricar a La Maquinista Terrestre y Marítima amb seu a Barcelona, amb motor Hispano Suiza 12Lbx de 600 CV. Es van produir 36 aparells abans de l'inici de la guerra. Aquests es trobaven distribuïts en les següents destinacions i esquadres a l'esclat del conflicte:
- San Javier: Esquadrilla 1 i 2 equipades amb 9 aparells de reconeixement
- Barcelona: Base d'hidroavions al port de Barcelona amb 7 aparells (dels quals 4 en reparació)
- Maó: 5 aparells de la 3a esquadrilla
- Marín (Pontevedra): 5 aparells
- Un assignat a la LAPE (Lineas Aéreas Postales Españolas)

Les matrícules que van del S-1 al S-36, menys el postal amb matrícula EC-AMM.
Al començament de les hostilitats 5 aparells són enviats a Màlaga per reforçar el bloqueig de l'estret, mentre que els altres 9 surten a atacar Palma, dels quals en retornarien 5 aparells. La resta es reparteix en el litoral mediterrani per atacar objectius (bombardejar) que anaven de Saragossa fins a Gibraltar, havent-hi pèrdues significatives. El 16 de maig de 1937 els aparells que resten operatius, es reordenen en el grup 73 amb codi d'aparell HS destinant-se a entrenament, no restant operatiu cap aparell a la fi de l'any 1938.
Igualment en el bàndol revoltat, hi resten 9 aparells, dels quals 2 resten a Galícia amb avaria, 3 baixen a reforçar el pas de l'estret de Gibraltar, aquests aparells queden fora de servei el gener de 1938. A Mallorca, es poden posar en servei dos aparells deixats pels republicans. Un es perd en un bombardeig i l'altre durant una tempesta a Pollença l'11 de febrer de 1938.

### Itàlia
A Itàlia es va fer servir en les dues concepcions d'aquest avió perquè si de bon principi va operar a la Regia Aeronautica com a avions de reconeixement, també va servir com avió per conquistar diversos rècords i per l'escola d'alta velocitat de Desenzano del Garda.
També es va fer servir en les línies Societa Aerea Mediterranea per les seves rutes dins del mar Mediterrani.

### Altres teatres d'operacions
- Japó Les Forces Aèries Japoneses van adquirir diversos aparells.
- Romania, Fortele Aeriene Regale ale României, va adquirir alguns aparells.
- Unió Soviètica va fabricar la seva pròpia versió del S.62 bis, que va utilitzar en Aviacija Voenno-Morskogo Flota.

## Models
- S.62

Model de producció en 1926 amb motor Isotta-Fraschini Asso 500 RI de 500 CV.
- S.62bis

Versió del 1927 amb una envergadura de 16 metres i motor Isotta-Fraschini Asso 750 de 750 CV, que l'hi permetia més pes a l'envol, i una velocitat màxima de 220 km/h.
- S.62ter

Versió existent, pro sense dades.
- S.62P

Versió de transport civil.
- MBR-4

Denominació donada al S.62bis fabricat per la Unió Soviètica a la planta de Taganrog.